# 馬斐森
馬斐森爵士（英語：Sir Peter William Mathieson，1959年4月18日—），英國醫學學者、腎臟科專家，現任英國愛丁堡大學校長，曾任布里斯大學醫科及牙科學院院長及香港大學校長。

## 學術生涯
馬斐森早年於康和求學。1983年於倫敦大學醫學院以一級榮譽畢業，1986年成為倫敦皇家內科醫學院會員，其後赴劍橋實習，並於1992年獲劍橋大學博士學位並擔任劍橋大學臨床醫學院研究主任，1995年，擔任英國布里斯托大學腎科教授，1998年，馬斐森獲選為倫敦皇家內科醫學院院士。1999年，獲選為英國醫學科學院院士。馬斐森是腎科專家，專注於自體免疫腎病的臨床研究。2004年，在香港籌辦有關預防腎病的會議，同年為中文大學醫學院和為香港醫務委員會擔任考官。2007年，擔任英國腎科協會主席。2007年至2011年，擔任倫敦皇家內科醫學院學術委員會主席，2008年夏季，馬斐森獲委任為布里斯大學醫科及牙科學院院長，資源與規劃委員會委員，並擔任醫學講座教授。2010年，聘為南京醫科大學客座教授。2013年3月，獲大學教資會（UGC）邀請為健康科學領域作研究評審。2013年10月4日，馬斐森獲委任為香港大學校長，於2014年4月1日上任，是自樂品淳以來第一位被任命的外籍校長。馬斐森於2017年2月2日突然宣布已經向港大請辭，將於委任期結束前的2018年1月31日離任，他對提早離任表示歉意，他本人將會在離任後返回英國出任愛丁堡大學校長。
2023年，馬斐森因其對教育的貢獻而獲封爵士。